# Verbotszeichen

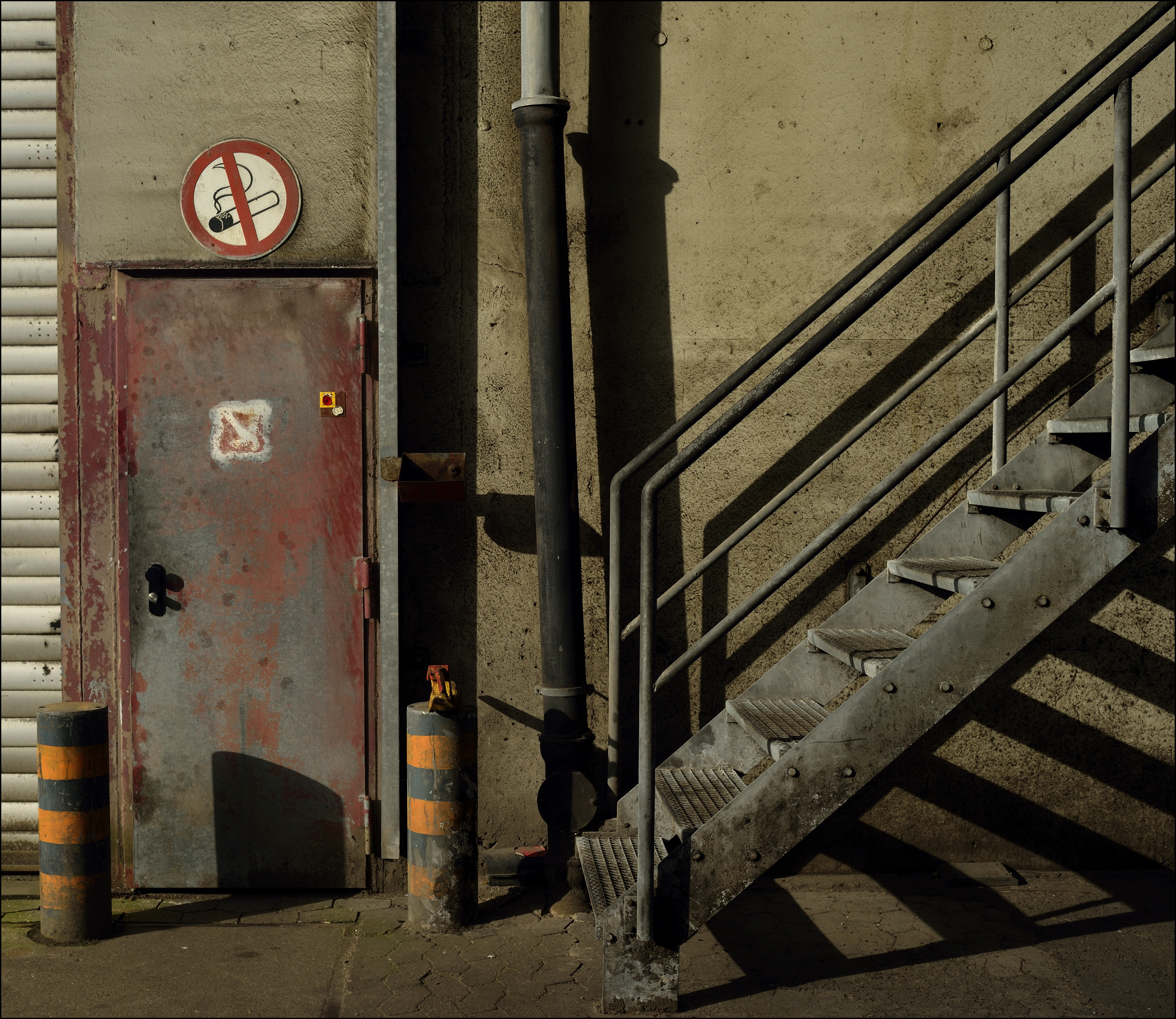
Ein Rauchverbotsschild entsprechend DIN 4844-2 und Richtlinie 92/58/EWG

Als Verbotszeichen werden Piktogramme bezeichnet, die auf ein Verbot hinweisen. Sie gehören zu den Sicherheitskennzeichen. Sie werden verwendet, um ein Verhalten zu verhindern, das eine Gefahr auslösen könnte (Rauchverbot auf Tankstellen) oder um auf rechtliche Verbote hinzuweisen.

## Verbotszeichen nach Norm
„[Das] Verbotszeichen ist ein Sicherheitszeichen, das ein Verhalten, durch das eine
Gefahr entstehen kann, untersagt“

Die Piktogramme für Verbotsschilder werden international in der ISO 7010 (deutsche Version: DIN EN ISO 7010) definiert: als schwarzes Piktogramm auf einem runden Schild mit weißem Hintergrund (Weiß/RAL 9003 Signalweiß), rotem dicken Rand (Rot/RAL 3001 Signalrot) und einem dicken roten Querbalken (von links oben nach rechts unten), der das Piktogramm durchstreicht.

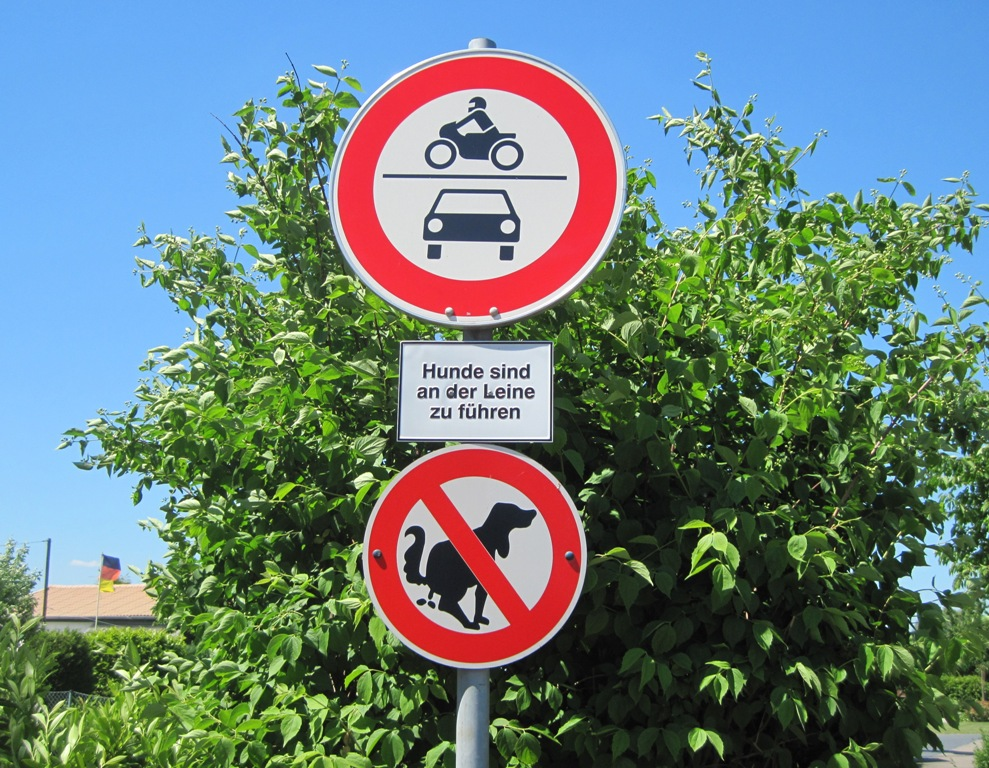
Verbotsschilder mit Textschild

Ursprünglich wurden Verbotszeichen in der DIN 4844 definiert. Diese verweist jedoch inzwischen auf die ISO 7010 und erweitert sie um speziell in Deutschland verwendete Piktogramme, Erkennungsweiten und Farbdefinitionen nach RAL.
Die Piktogramme stellen eindeutig eine verbotene Handlung oder einen verbotenen Gegenstand dar. So bedeutet zum Beispiel eine durchgestrichene Zigarette, dass Rauchverbot herrscht. Es gilt der Grundsatz: Ein Zeichen = eine Aussage. Durch die Piktogramme sind, im Unterschied zu Textschildern, international einheitliche und universell verständliche Schilder möglich.
Häufig treten auch Textschilder in Kombination mit Piktogrammen auf.

### Verbotszeichen in Arbeitsstätten
Die Verwendung von Verbotszeichen in Arbeitsstätten regelt die ASR A1.3, welche in der aktuellen Fassung auf Verbotsschilder nach ISO 7010 und die Ergänzungen aus DIN 4844-2 verweist. Die DGUV Vorschrift 9 (ehemals BGV A 8) wurde durch die ASR A1.3 abgelöst. Die ISO 7010 definiert Kennbuchstaben für die verschiedenen Kategorien der Sicherheitskennzeichen:
- P = Verbotszeichen
- W = Warnzeichen
- M = Gebotszeichen
- E = Rettungszeichen
- F = Brandschutzzeichen

Durch Kennbuchstaben sowie eine dreistelligen Ziffer lässt sich jedes genormte Sicherheitskennzeichen identifizieren.
Die ASR A1.3 definiert darüber hinaus Zusatzzeichen, die zusammen mit einem Sicherheitszeichen verwendet werden und ein Kombinationszeichen ergeben.

## Übersicht
| EN ISO 7010                                                              | DIN 4844-2:2001                                   | Richtlinie 92/58/EWG                      | Kennzeichnungsverordnung                  | The Health and Safety (Safety Signs and Signals) Regulations 1996 |
| ------------------------------------------------------------------------ | ------------------------------------------------- | ----------------------------------------- | ----------------------------------------- | ----------------------------------------------------------------- |
| P002: Rauchen verboten                                                   | D-P001: Rauchen verboten                          | Rauchen verboten                          | Rauchen verboten                          | No smoking                                                        |
| P003: Keine offene Flamme; Feuer, offene Zündquelle und Rauchen verboten | D-P002: Feuer, offenes Licht und Rauchen verboten | Feuer, offenes Licht und Rauchen verboten | Feuer, offenes Licht und Rauchen verboten | Smoking and naked flames forbidden                                |
| P004: Für Fußgänger verboten                                             | D-P003: Für Fußgänger verboten                    | Für Fußgänger verboten                    | Für Fußgänger verboten                    | No access for pedestrians                                         |
| P005: Kein Trinkwasser                                                   | D-P005: Kein Trinkwasser                          | Kein Trinkwasser                          | Kein Trinkwasser                          | Not drinkable                                                     |
| P006: Für Flurförderzeuge verboten                                       | D-P007: Für Flurförderzeuge verboten              | Für Flurförderzeuge verboten              | Für Flurförderzeuge verboten              | No access for industrial vehicles                                 |
| P010: Berühren verboten                                                  | D-P008: Berühren verboten                         | Berühren verboten                         | Berühren verboten                         | Do not touch                                                      |
| P011: Mit Wasser löschen verboten                                        | D-P004: Mit Wasser löschen verboten               | Verbot, mit Wasser zu löschen             | Verbot mit Wasser zu löschen              | Do not extinguish with water                                      |
|                                                                          | D-P006: Zutritt für Unbefugte verboten            | Zutritt für Unbefugte verboten            | Zutritt für Unbefugte verboten            | No access for unauthorised persons                                |

## Andere Piktogrammarten
Weitere sicherheitsrelevante Arten von Zeichen im Arbeitsschutz sind:
- Brandschutzzeichen
- Gebotszeichen
- Rettungszeichen
- Warnzeichen